# Sasardi
Sasardi es una localidad de la comarca indígena panameña de Guna Yala.